# Episodi di Tru Calling (prima stagione)
La prima stagione della serie televisiva Tru Calling è andata in onda negli Stati Uniti dal 30 ottobre 2003 al 29 aprile 2004 sul canale Fox.
In Italia è andata in onda dal 10 giugno 2005 al 5 settembre 2005 su Italia 1.
| nº | Titolo originale          | Titolo italiano             | Prima TV USA     | Prima TV Italia  |
| -- | ------------------------- | --------------------------- | ---------------- | ---------------- |
| 1  | Pilot                     | Non era ancora tempo        | 30 ottobre 2003  | 10 giugno 2005   |
| 2  | Putting Out Fires         | L'incendio                  | 6 novembre 2003  | 17 giugno 2005   |
| 3  | Brother's Keeper          | Una ragazza seria           | 13 novembre 2003 | 24 giugno 2005   |
| 4  | Past Tense                | Le ombre del passato        | 20 novembre 2003 | 1º luglio 2005   |
| 5  | Haunted                   | Un'altra occasione          | 4 dicembre 2003  | 8 luglio 2005    |
| 6  | Star Crossed              | Un amore imprevisto         | 11 dicembre 2003 | 15 luglio 2005   |
| 7  | Morning After             | Il mattino dopo             | 18 dicembre 2003 | 22 luglio 2005   |
| 8  | Closure                   | Non senza rivederti         | 8 gennaio 2004   | 29 luglio 2005   |
| 9  | Murder in the Morgue      | La sposa                    | 15 gennaio 2004  | 5 agosto 2005    |
| 10 | Reunion                   | La migliore amica           | 22 gennaio 2004  | 12 agosto 2005   |
| 11 | The Longest Day           | Il giorno più lungo         | 5 febbraio 2004  | 15 agosto 2005   |
| 12 | Valentine                 | Il killer di San Valentino  | 12 febbraio 2004 | 19 agosto 2005   |
| 13 | Drop Dead Gorgeous        | Vanità assassina            | 18 marzo 2004    | 22 agosto 2005   |
| 14 | Daddy's Girls             | Una voce dal passato        | 25 marzo 2004    | 26 agosto 2005   |
| 15 | The Getaway               | Una giornalista in pericolo | 1º aprile 2004   | 26 agosto 2005   |
| 16 | Two Pair                  | Immagine speculare          | 8 aprile 2004    | 29 agosto 2005   |
| 17 | Death Becomes Her         | Il segreto                  | 15 aprile 2004   | 29 agosto 2005   |
| 18 | Rear Window               | Furto d'identità            | 22 aprile 2004   | 2 settembre 2005 |
| 19 | D.O.A.                    | Una vita per gli altri      | 29 aprile 2004   | 2 settembre 2005 |
| 20 | Two Wedding and a Funeral | Uno contro l'altra          | 29 aprile 2004   | 5 settembre 2005 |

## Non era ancora tempo
- Titolo originale: Pilot
- Diretto da: Phillip Noyce
- Scritto da: Jon Harmon Feldman

### Trama
All'età di 13 anni, Tru Davies perde la madre, assassinata da uno sconosciuto davanti ai suoi occhi. Il giorno del funerale, sente la voce della madre: «Non preoccuparti, è tutto a posto». La sorella maggiore, Meredith e il fratello minore, Harrison credono che stia immaginando tutto. Anni dopo, Tru inizia a lavorare all'obitorio poiché ha bisogno di crediti per iniziare la specializzazione in medicina. Durante la prima sera di lavoro nella camera mortuaria, Tru vede lo spirito di una donna, Rebecca, che le chiede aiuto e la giornata si ripete. Rivivendo la giornata, Tru riesce a impedire che Rebecca venga uccisa.
- Guest star: Kristoffer Polaha (Mark Evans), Hudson Leick (Rebecca Morgan), Heath Freeman (Cameron), John Newton (Aaron McCann), Vincent Laresca (Marco), Callum Keith Rennie (Elliott Winters), Brenda Campbell (Allison Evans), Ingrid Tesch (Carol Winters), Sherry Thoreson (Elise Davies).

## L'incendio
- Titolo originale: Putting Out Fires
- Diretto da: Thomas J. Wright
- Scritto da: Chris Brancato e Albert J. Salke

### Trama
Un giovane vigile del fuoco di nome Nick Kelly muore nel tentativo di salvare una bambina da un incendio. Quando il cadavere di Nick e quello della bambina vengono portati all'obitorio, il vigile chiede l'aiuto di Tru, facendo ripetere la giornata. Tru allora inizia a indagare sulla causa dell'incendio e sul perché solo Nick sia intervenuto, conosce il vigile e per proteggerlo lo convince a non presentarsi sul luogo del disastro. Al momento dell'incendio però, il vigile interviene comunque, salva la bambina e muore in ospedale. Tru è sconvolta per non essere riuscita a salvarlo, ma poi capisce che la richiesta d'aiuto di Nick era solo per la bambina. Nel frattempo, Tru scopre che Mark la tradisce con un'altra studentessa e lo lascia.
- Guest star: Kristoffer Polaha (Mark Evans), Michael Trucco (Nick Kelly), Halie Zastre (Samantha), Jillian Fargey (Diane), Reece Thompson (Kevin), Reg Tupper (Neil Ford), Missy Peregrym (Gina), Dee Jay Jackson (Capitano dei vigili del fuoco), Jennifer Marie Chung (Venditrice).

## Una ragazza seria
- Titolo originale: Brother's Keeper
- Diretto da: Paul Shapiro
- Scritto da: Jon Harmon Feldman

### Trama
Harrison viene accusato dell'omicidio di Andrew, marito della sua nuova fiamma Sarah. Il corpo di Andrew viene portato in obitorio e chiede aiuto a Tru così la giornata ricomincia. Tru scopre che è stata Sarah ad uccidere il marito per riscuotere tutti i soldi di Andrew e non solo la metà come le spetterebbe dal divorzio, incastrando Harrison. Tru riesce però a impedirlo, facendo indossare un giubbotto antiproiettile ad Andrew, così la ragazza viene arrestata e Harrison non viene accusato di nulla.
- Guest star: Cobie Smulders (Sarah Webb), Joe Flanigan (Andrew Webb).

## Le ombre del passato
- Titolo originale: Past Tense
- Diretto da: Jeff Woolnough
- Scritto da: Zack Estrin e Chris Levinson

### Trama
Meredith viene trovata positiva ad un test antidroga a sorpresa e viene licenziata. Nel frattempo, cinque sconosciuti vengono portati all'obitorio e chiedono l'aiuto di Tru. Mentre Tru cerca di scoprire chi sono queste persone e come impedire la loro morte, Luc arriva all'obitorio per un colloquio di lavoro e fra i due sembra scoppiare l'amore. Nel ripetere la giornata Tru riuscirà a scoprire che ad uccidere i cinque ragazzi, avvelenando il ghiaccio, è stato un loro amico per coprire un omicidio commesso dallo stesso ai tempi del college. Grazie all'interessamento sui test antidroga di Tru, Meredith riesce a passare il controllo pagando un suo assistente per un campione di urina pulita. Tru riesce a salvare i ragazzi dando loro l'antidoto e a far arrestare l'assassino, ma non riesce purtroppo ad incontrare Luc.
- Guest star: Leonard Roberts (Blake), Gabriel Olds (John), John Sloan (Ethan), Julia Anderson (Tara), Aaron Craven (Ragazzo col cappello), Kwesi Ameyaw (Ragazzo alto), Patrick Gilmore (Biondo), Alexia Hagen (Catherine Hill).

## Un'altra occasione
- Titolo originale: Haunted
- Diretto da: Michael Katleman
- Scritto da: Douglas Petrie

### Trama
Paige Sanders, studentessa di medicina morta dopo aver partecipato ad un pericoloso esperimento, chiede l'aiuto di Tru. L'esperimento in questione era molto pericoloso perché fermava temporaneamente il cuore per far riaffiorare ricordi sepolti; Tru scopre in seguito che la studentessa non è morta per l'esperimento, ma per essersi recata a casa del vicino e averlo affrontato, dopo essersi ricordata, grazie all'esperimento, che questo la molestava quand'era piccola. Stavolta però Tru e il padre di Paige intervengono, impedendo al vicino di uccidere la ragazza. Inoltre, Tru inizia ad uscire con Luc.
- Guest star: Alaina Huffman (Paige Sanders), Mark Matkevich (Dan Taggart), Kal Penn (Steven), Jim Francis (Mr. Sanders), William MacDonald (Vicino), Andrew McIlroy (Professor Coleman), Rhonda Dent (Jessica Hanson), Bruce James (Jeremy).

## Un amore imprevisto
- Titolo originale: Star Crossed
- Diretto da: Sanford Bookstaver
- Scritto da: Chad Hodge

### Trama
Due ragazzi che vengono trovati morti in fondo a un dirupo chiedono l'aiuto di Tru. Ripercorrendo la giornata, Tru scopre che i due ragazzi sono caduti nel dirupo durante un inseguimento in macchina e che non erano amanti come pensava. Era Amy, infatti, ad avere una relazione segreta con Jen e dopo che le due avevano deciso di scappare insieme, il fratello di Jen vedendola andare via con Adam li aveva rincorsi, speronati con l'auto e fatti precipitare nel dirupo. Questa volta però l'intervento di Tru impedisce l'incidente e i ragazzi si salvano. Inoltre, Tru rivela il suo segreto a Davis.
- Guest star: Rachael Bella (Jen De Luca), Johnny Pacar (Adam Whitman), Melissa Lee (Amy), Brendan Fletcher (Derek De Luca), Matthew Harrison (Gregory), Kaj-Erik Eriksen (Cole).

## Il mattino dopo
- Titolo originale: Morning After
- Diretto da: David Barrett
- Scritto da: Robert Doherty

### Trama
Tru dà una festa per inaugurare la casa nuova e la mattina seguente trova Mark, il suo ex ragazzo, morto sul letto che le chiede aiuto. Ripetendo la giornata lei crede di averlo ucciso, ma poi scopre che Mark era stato ucciso da Sam poiché il professore gli aveva impedito per un errore di iscriversi all'università dei suoi sogni. Tru riesce a salvare la vita di Mark e a dirgli finalmente addio, così da poter vivere serenamente la sua storia con Luc.
- Guest star: Kristoffer Polaha (Mark Evans), Shane Meier (Sam), Fred Ewanuick (Brian), Leah Cairns (Julie Spence).

## Non senza rivederti
- Titolo originale: Closure
- Diretto da: David Solomon
- Scritto da: Jon Harmon Feldman

### Trama
Jake, un soldato appena tornato da oltreoceano, cerca di fuggire da un ospedale militare dopo aver scoperto di doversi sottoporre a un intervento molto rischioso. Ma un soldato per impedire la fuga a Jake gli spara e lo uccide. Lo spirito di Jake chiede così aiuto a Tru e la ragazza scopre che il ragazzo è scappato per rivedere la sua ex-ragazza, Bridget, e capire perché lo aveva lasciato prima che lui partisse. Tru scopre che a lasciarlo era stato in realtà il padre della ragazza e che Bridget ha avuto un figlio da Jake senza che questi lo sapesse. Alla fine dell'episodio, Jake incontra Bridget e il figlio per poi sottoporsi volontariamente all'intervento.
- Guest star: Ryan Kwanten (Jake Voight), Mary Elizabeth Winstead (Bridget Elkins), Garwin Sanford (Mr. Elkins).

## La sposa
- Titolo originale: Murder in the Morgue
- Diretto da: David Solomon
- Scritto da: Zack Estrin e Chris Levinson

### Trama
Una sposa viene portata all'obitorio e un uomo si presenta come il suo promesso sposo, chiedendo a Tru di vedere il cadavere. La ragazza accetta,ma quando entra nella stanza lo scopre a estrarre il proiettile. In preda al panico l'uomo spara a Davis e a Tru, ma prima che il proiettile colpisca Tru, la sposa le chiede aiuto e la giornata si riavvolge. Durante la giornata riavvolta Tru scopre che l'uomo non era il fidanzato della sposa, ma l'ex che aveva cercato di estrarre il proiettile poiché Nicole, la sua attuale fidanzata appena mollata, ha sparato alla sposa e ora, cerca di ricattarlo. Tru però con l'aiuto di Davis salva la ragazza, facendo arrestare anche Nicole. Meredith nella giornata precedente aveva avuto un incidente mentre si recava dal suo spacciatore, così nella giornata riavvolta Tru le ruba la macchina per impedirglielo, ma Meredith si reca comunque in taxi nel luogo dello scambio, viene pestata dallo spacciatore e chiede aiuto alla sorella che la porta in riabilitazione.
- Guest star: Chris William Martin (Justin Burke), Christina Hendricks (Alyssa), Emily Holmes (Nicole Simms), Stacy Fair (Andrea).

## La migliore amica
- Titolo originale: Reunion
- Diretto da: Allan Kroeker
- Scritto da: Douglas Petrie

### Trama
Tru viene convinta da Lindsay e Luc ad accettare l'invito alla riunione degli ex compagni del liceo. Alla riunione trova il cadavere di Candace, la sua ex-migliore amica, che al tempo del liceo le aveva rubato il ragazzo. Ripercorrendo la giornata Tru scopre che ad ucciderla è stato il loro ex professore per rubare il romanzo scritto dalla ragazza. Tru dice al professore di conoscere le sue intenzioni,ma gli promette di non dire nulla se questo si licenzia. E il professore accetta. In questo modo Tru riesce a salvare Candace, ma non ha modo di recuperare il rapporto d'amicizia con lei.
- Guest star: Jodi Lyn O'Keefe (Candace Aimes), David Lewis (Curtis Connor), Marisa McIntyre (Judy Rogers), Chad Krowchuk (Billy Lambert), Jesse Hutch (Ronny Clifton), Kyle Cassie (Craig Burke), Sean Carey (Glenn Carpenter), Paul Cummings (Keith Morgan).

## Il giorno più lungo
- Titolo originale: The Longest Day
- Diretto da: David Grossman
- Scritto da: Chad Hodge e Dana Greenblatt

### Trama
Tru vive la sua esperienza più estenuante poiché ogni volta che salva una persona ne muore un'altra e la giornata continua a ripetersi. Harrison combina guai ogni giorno: il primo giorno va a casa di Tru, ma la allaga, il secondo a casa di Meredith, ma non conosce il codice dell'allarme e viene arrestato, il terzo va all'obitorio e mangia il sandwich avariato di Davis, il quarto va da Lindsay, ma le brucia la casa e il quinto torna a casa dalla sorella, ma grazie a Luc non fa danni. Finalmente Tru riesce a scoprire che la vera causa della ripetizione della giornata è la morte della figlia di Michael, che si vede rifiutare la somministrazione dell'amiodarone alla figlia perché la sua assicurazione sanitaria non lo copre. Tru si procura così il farmaco e lo dà a Michael, ma questo muore per arresto cardiaco. Tru riesce comunque a salvare la figlia di Michael che riceve il cuore del padre e la giornata smette di ripetersi.
- Guest star: Alec Newman (Michael Mancuso), Fred Ewanuick (Brian).

## Il killer di San Valentino
- Titolo originale: Valentine
- Diretto da: Paul Shapiro
- Scritto da: Robert Doherty

### Trama
È San Valentino così Lindsay, Harrison, Luc e Tru trascorrono la giornata in un motel tra le foreste. Il killer di san Valentino che uccide le vittime e lascia un ritaglio di giornale a forma di cuore si aggira per la città, quando Tru trova Kevin, il fratello della proprietaria del motel, morto: questi le chiede aiuto e la giornata si ripete. Tru cerca di tenerlo lontano dal motel,ma non riuscendoci deve quindi capire chi è l'assassino assieme ad Harrison e mantenere il segreto con Luc e Lindsay. Tru scopre che l'assassino è Kevin e che la sera prima la sorella lo aveva ucciso sotto sua richiesta, ma questa volta la ragazza riesce a convincerlo a costituirsi. Inoltre, nella giornata riavvolta Lindsay lascia Harrison e Luc lascia Tru, ma alla fine Lindsay si rimetterà con Harrison mentre Luc e Tru si lasceranno definitivamente.
- Guest star: Devon Gummersall (Kevin Rafferty), Sarah Deakins (Eileen Rafferty), John Mann (Hank Timmons), Jim Shepard (Carl).

## Vanità assassina
- Titolo originale: Drop Dead Gorgeous
- Diretto da: Michael Katleman
- Scritto da: Scott Shepherd, Jon Harmon Feldman & Robert Doherty

### Trama
È il giorno del concorso di bellezza ed Harrison, in quanto membro della giuria, promette al suo strozzino la vittoria della figlia Angela, ma viene licenziato e la ragazza arriva seconda. Nel frattempo, Luc dice a Tru che frequenta un'altra ragazza. Inoltre la reporter Michelle Carey chiama per sapere il motivo delle sue presenze nei luoghi dei delitti. Parlando con Michelle, Tru scopre che un'altra ragazza è comparsa prima di lei nei luoghi del delitto. Dopo il concorso, una ragazza viene trovata morta e il suo spirito chiede aiuto a Tru così la giornata si ripete. Harrison questa volta viene cacciato perché la sorella partecipa al concorso, Tru scopre che la ragazza è morta accidentalmente per essersi messa lo struccante di Alex avvelenato dalla moglie di Julian poiché entrambi erano stati ricattati dalla ragazza. Di conseguenza Alex viene squalificata per il ricatto, Angela vince il concorso ed Harrison è salvo. Alla fine della giornata Luc tenta di rimettersi con Tru, ma lei gli dice che non potrebbe mai funzionare, mentre Davis le fa una rivelazione: anche la madre di Tru aveva il suo stesso dono.
- Guest star: William R. Moses (Julian Barnes), Alexandra Holden (Jackie Connors), Clare Kramer (Alex Reynolds), Michelle Harrison (Michelle Carey), Jerry Wasserman (Marlon), Erica Durance (Angela Todd).
- Ascolti USA: telespettatori 5 520 000[1]

## Una voce dal passato
- Titolo originale: Daddy's Girl
- Diretto da: Jesús Salvador Treviño
- Scritto da: Chris Levinson, Zack Estrin e Jon Harmon Feldman

### Trama
Il padre di Tru arriva in città con la nuova moglie per il suo compleanno, intanto Tru scopre l'identità dell'assassino della mamma e Jack viene assunto in obitorio.
- Guest star: Laura Leighton (Jordan Davies), Wade Williams (Carl Neesan), Cotter Smith (Richard Davies).
- Curiosità: Jason Priestley entra a far parte del cast da questo episodio nel ruolo di Jack Harper, mentre Benjamín Benítez esce dal cast principale.
- Ascolti USA: telespettatori 5 330 000[2]

## Una giornalista in pericolo
- Titolo originale: The Getaway
- Diretto da: Guy Bee
- Scritto da: Paula Yoo, Scott Shepherd e Stephanie Williams

### Trama
Tru deve istruire Jack, nel frattempo la reporter che cerca di scoprire il segreto della ragazza muore a seguito di una rapina, la terza della giornata, e deve salvargli la vita. Inoltre Harrison perde i soldi alle corse dei cavalli e non ha quindi i soldi per pagare la cena a Lindsay che lo lascia, mentre Luc fa una mostra fotografica senza invitare Tru. Nella giornata ripetuta Tru avverte la polizia di una delle rapine, ma alla vista dei poliziotti i rapinatori scelgono di rimandarla, mentre Luc sotto consiglio di Davis invita Tru alla mostra. Harrison, invece, vince ai cavalli sotto consiglio di Jack e durante la seconda rapina Tru affronta il rapinatore e scopre che l'ostaggio è in realtà la complice. Durante la cena Harrison parla continuamente di Jack rovinando la serata con Lindsay. Michelle si reca all'obitorio per l'appuntamento con Tru, ma Jack la reindirizza alla tavola calda a rapinarla: questa volta sarà solo la ragazza a prendere in ostaggio la giornalista e a fermarsi, convinta dal fidanzato, venendo poi arrestata. Tru dice il suo segreto alla giornalista che, però, non le crede.
- Guest star: Eddie Matos (Charlie), Michelle Harrison (Michelle Carey), Sonja Bennett (Beth).
- Ascolti USA: telespettatori 5 190 000[3]

## Immagine speculare
- Titolo originale: Two Pair
- Diretto da: Rick Rosenthal
- Scritto da: Doris Egan

### Trama
Nello stesso giorno due cadaveri chiedono aiuto: una ragazza uccisa e un uomo che si è suicidato. La giornata si riavvolge solo per uno dei due e allora Tru arruola Harrison per farsi aiutare. Entrambe le vittime partecipano ad una partita di poker con grosse puntate per i loro problemi finanziari, e a questo poker partecipa anche Harrison; questa volta però è la ragazza a tentare il suicidio, mentre l'uomo sta per essere assassinato. Entrambi però vengono salvati da Tru. Nel frattempo, Jack conduce delle ricerche sulla foto di una barca trovata a casa di Davis, scoprendo che questi era sposato, ma la moglie è morta in un giorno riavvolto in cui la madre di Tru lo aveva salvato. Nonostante Harrison avesse salvato la ragazza qualcuno ha chiamato la famiglia per dirgli che la ragazza aveva perso i soldi e così la ragazza dopo aver sentito i genitori si suicida.
- Guest star: Jeffrey Dean Morgan (Geoffrey Pine), Courtnee Draper (Melissa Sumner), Alf Humphreys (Mr. Sumner), Gwenda Lorenzetti (Mrs. Sumner), Alex Bland (Wendy Sumner).
- Ascolti USA: telespettatori 4 020 000[4]

## Il segreto
- Titolo originale: Death Becomes Her
- Diretto da: Michael Katleman
- Scritto da: Robert Doherty

### Trama
Un'attrice trascorre la giornata all'obitorio accanto a Tru per fare delle ricerche su un suo prossimo film. Harrison, invece, incontra la sorella di Lindsay e ha molto successo. Carly viene investita da un'auto, muore e chiede aiuto a Tru. Nella giornata ripetuta Harrison e Jack vengono aggrediti da un rapinatore, messo in fuga da Jack che non si sposta nemmeno quando il tizio gli punta la pistola contro. Inoltre, Jack convince Harrison a farsi lasciare da Lindsay. Tru, invece, salva Carly, scoprendo che aveva intenzione di simulare la sua morte per proteggere la figlia prima di essere investita. Tru, inoltre, capisce che la madre non le aveva mai detto il suo segreto per proteggerla.
- Guest star: Tamyra Gray (Carly Anders).
- Ascolti USA: telespettatore 6 370 000[5]

## Furto d'identità
- Titolo originale: Rear Window
- Diretto da: Paul Shapiro e Michael Katleman
- Scritto da: William Sind

### Trama
Luc trova casa nel palazzo davanti a Tru; Harrison e Lindsay si rincontrano per la prima volta dopo la rottura per restituirsi le loro cose, ma l'incontro non va bene, mentre Davis fa delle ricerche su Jack e scopre che anche lui rivive le giornate. Nel frattempo un uomo di nome Chris Barronson viene trovato morto, ma Tru è perplessa perché di recente ha conosciuto una vicina di casa con lo stesso nome e aveva visto l'uomo litigare con la vicina nel suo appartamento. Il cadavere gli chiede aiuto e la giornata si ripete. Nella giornata ripetuta l'appuntamento viene preso da Jack, Harrison non si presenta all'appuntamento con Lindsay e questa incontra Randall, passando una bellissima giornata. Inoltre, si scopre che la vicina di casa di Tru ha rubato l'identità della vittima. Tru propone a Cathy di restituire i soldi e l'identità al vero Chris: questa finge di accettare, ma lo paga con soldi falsi e prova a rubare l'identità di Tru. Infine scopre che il suo vicino Matt è ossessionato da Cathy ed era stato lui ad uccidere l'uomo.
- Guest star: Andrea Anders (Cathy/Chris Barronson), Derek Hamilton (Chris Barronson), Jesse Moss (Matt Baxter), John Reardon (Randall Thompson).
- Ascolti USA: telespettatori 4 150 000[6]

## Una vita per gli altri
- Titolo originale: D.O.A.
- Diretto da: Dan Lerner
- Scritto da: Chris Levinson e Zack Estrin

### Trama
Tru scopre che anche Jack rivive le giornate, infatti, quando un cadavere arriva in obitorio si rivolge a entrambi dicendo loro: "aiutatemi". Intanto Lindsay riceve una proposta di matrimonio da Randall che però rifiuta. Nella giornata ripetuta Tru chiama immediatamente Jack per sapere dove aveva recuperato il corpo, questi però sbaglia strada e l'uomo muore ugualmente. La ragazza capisce però che la richiesta d'aiuto non era per lui, ma per i suoi pazienti e famigliari, così inizialmente lei e Jack impediscono un incidente salvando una studentessa dell'uomo. Poi Tru capisce che ad una paziente dell'uomo era stata diagnosticata erroneamente una malattia incurabile così si reca a casa della donna, che il giorno prima si era suicidata, per avvertirla. Anche Jack tenta di impedire il suicidio della donna, ma fallisce anche questa volta. Harrison intanto convince Lindsay a sposare Randall, mentre Tru capisce che Jack in realtà lascia morire le persone di proposito.
- Guest star: Lisa Waltz (Grace), Nick Wechsler (Marc Colvin), John Reardon (Randall Thompson), Andrew Airlie (Dr. Frank Colvin), Leanna Nash (Nadine Casola), Natasha Wilson (Lily).
- Ascolti USA: telespettatori 4 500 000[7]

## Uno contro l'altra
- Titolo originale: Two Weddings and a Funeral
- Diretto da: Michael Katleman
- Scritto da: Jon Harmon Feldman

### Trama
È il giorno del matrimonio di Lindsay; Tru porta Luc, ma durante la cerimonia Davis informa la ragazza che un uomo geloso della moglie ha sparato ad Harrison, il quale muore in ospedale e chiede aiuto alla sorella, facendo riavvolgere la giornata. Jack informa Tru che farà di tutto affinché Harrison muoia o qualcun altro prenda il suo posto. Inoltre,Tru rivela il suo segreto a Luc che non le crede, mentre Jack inganna Luc e, con la scusa di dargli informazioni su Tru, lo manda a casa dell'uomo geloso che gli spara, uccidendolo al posto di Harrison. Al funerale Jack viene raggiunto da Richard, il padre di Tru, che una volta faceva la sua stessa cosa.
- Guest star: Lauren Stamile (Emma), David Lipper (Donnie), John Reardo (Randall Thompson), Cotter Smith (Richard Davies), Sage Testini (Ethan).
- Ascolti USA: telespettatori 4 500 000[7]